# Сидоров, Пётр Петрович
Пётр Петрович Си́доров (1926—1972) — советский стрелок 1008-го стрелкового полка (266-я стрелковая Артёмовско-Берлинская Краснознамённая ордена Суворова дивизия, 26-й гвардейский стрелковый корпус, 5-я ударная армия, 1-й Белорусский фронт), красноармеец, участник Великой Отечественной войны, Герой Советского Союза (1945).

## Биография
Родился в деревне Малое Хреново ныне Сасовского района Рязанской области в крестьянской семье. По национальности — русский.
17 ноября 1943 года Сасовским районным военкоматом был призван на службу в советскую армию.

### Великая Отечественная война
В действующей армии Пётр Петрович числится с 28 сентября 1944 года. Он служил стрелком 1008-го стрелкового полка, который входил в состав 266-й стрелковой Артёмовской Краснознамённой ордена Суворова дивизии, которая в свою очередь входила в состав 5-й ударной армии 1-го Белорусского фронта.
Сидоров Пётр Петрович принял участие в Варшавско-Познанской наступательной операции, которая являлась одним из этапов Висло-Одерской стратегической операции и Берлинской стратегической наступательной операции.

### Отличия в боевых действиях
17 апреля 1945 года Пётр Петрович одним из первых переправился через реку Альт-Одер у населённого пункта Ной-Харденберг, после чего пробрался в траншею противника и при помощи гранат уничтожил пулемётный расчёт противника, который препятствовал форсированию реки.
19 апреля 1945 года при прорыве обороны противника в районе населённого пункта Грунов ворвался во вражескую траншею, уничтожил трёх немецких автоматчиков и ещё четырех пленил, при этом посеяв панику в стане противника. При этой атаке командир взвода Сидорова был ранен, и Пётр Петрович взял инициативу командования на себя, обеспечив выполнение боевой задачи.
23 апреля 1945 года во время уличных боёв в Берлине вышел в тыл врага и выстрелами из фаустпатрона подбил вражеский бронетранспортёр и бронемашину, уничтожив при этом трёх солдат и одного офицера противника. При ответном огне врага из фаустпатрона была обрушена стена дома, которая придавила Сидорова, но боевые товарищи, прикрывая отход, спасли героя.
28 апреля 1945 вместе со своим командиром был окружён врагом в одном из зданий Берлина. Приняв решение пробить стену выстрелом из фаустпатрона, Сидоров оказался в тылу врага. Пробившись в соседний дом, уничтожил пятерых вражеских солдат.

### Послевоенные годы
После войны Пётр Петрович был демобилизован и начал проходить службу в подразделении транспортной милиции на станции Поворино в Воронежской области.
В 1952 году успешно окончил Могилёвскую школу переподготовки сержантского состава корпуса главного управления охраны на железнодорожном и водном транспорте Министерства государственной безопасности СССР (современный Могилёвский институт Министерства внутренних дел Республики Беларусь).
После окончания школы был направлен для дальнейшего прохождения службы во Фрунзе (современный Бишкек, Республика Кыргызстан), в котором с 1952 по 1962 годы служил в городских органах внутренних дел.
После выхода на пенсию работал грузчиком на Фрунзенском мельничном комбинате.
Умер П. П. Сидоров 29 апреля 1972 года в городе Фрунзе. В его честь названа улица в городе Сасово.

## Награды
- Герои Советского Союза;
- орден Ленина;
- орден Славы III степени.
- медали

## Мемориальная доска
В начале апреля 2013 года ко дню 65-летия образования Могилёвского института Министерства внутренних дел Республики Беларусь в фойе учебного заведения была установлена и открыта мемориальная доска в честь двух выпускников — Героев Советского Союза — Сидорова Петра Петровича и Сорокина Бориса Григорьевича.

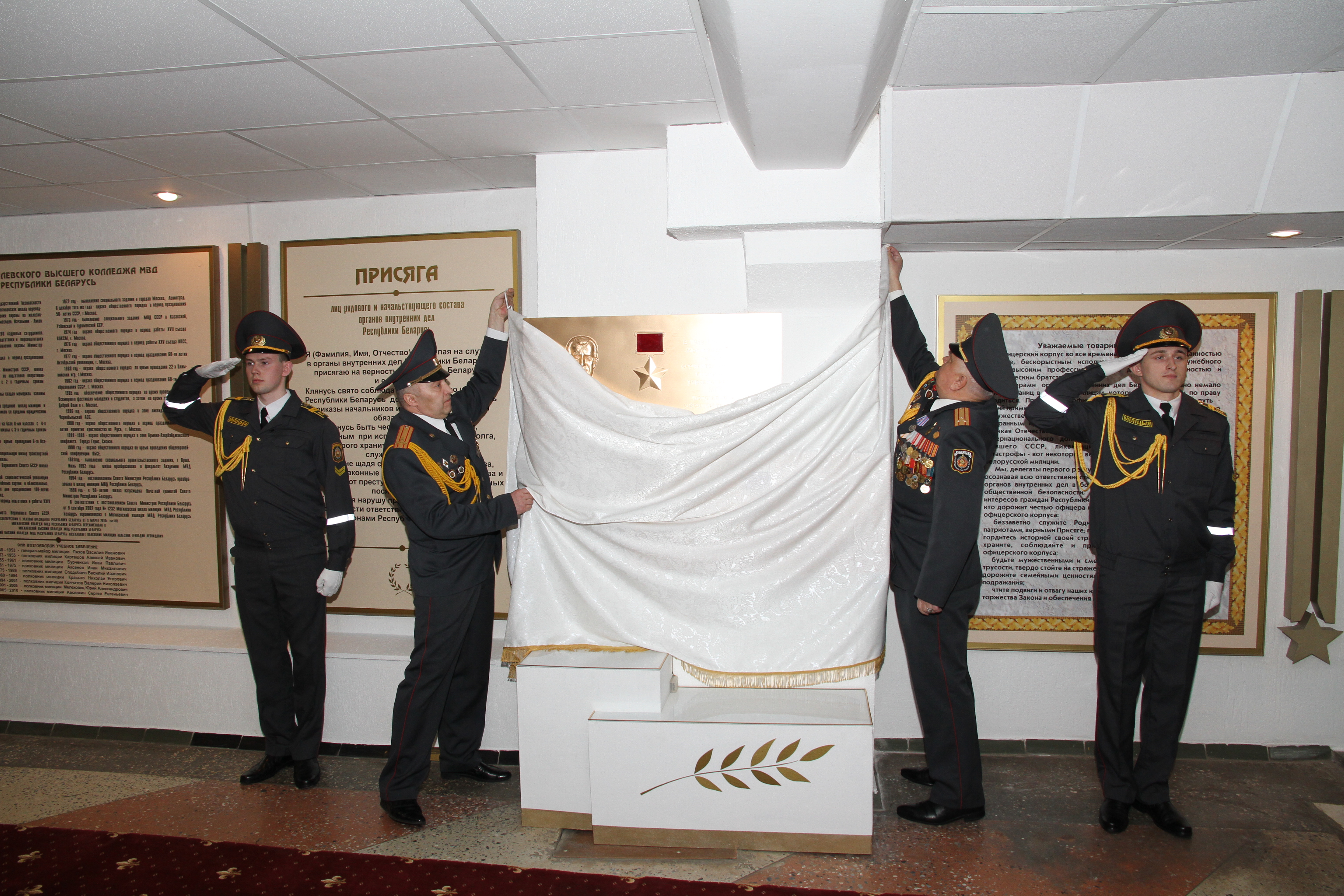
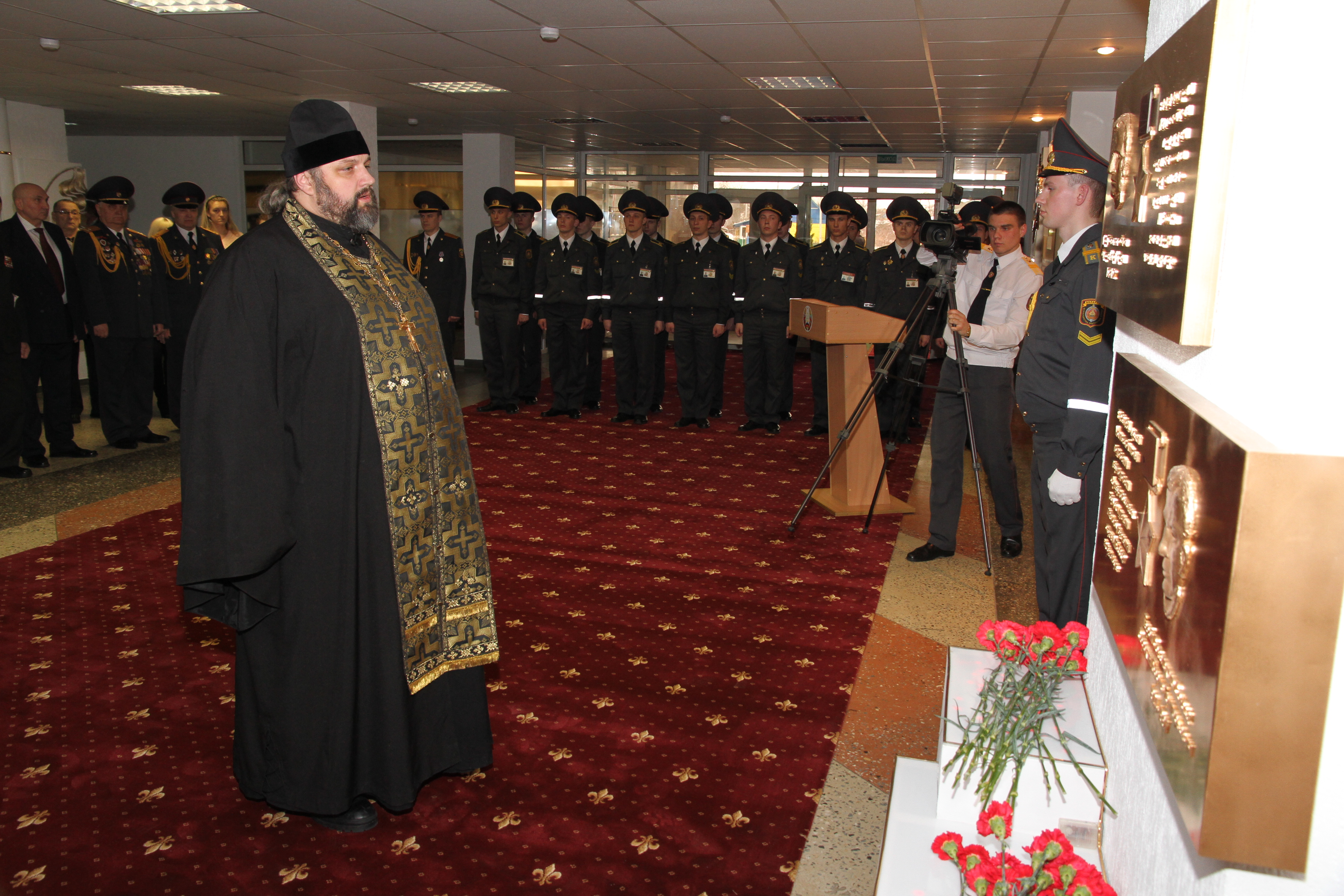
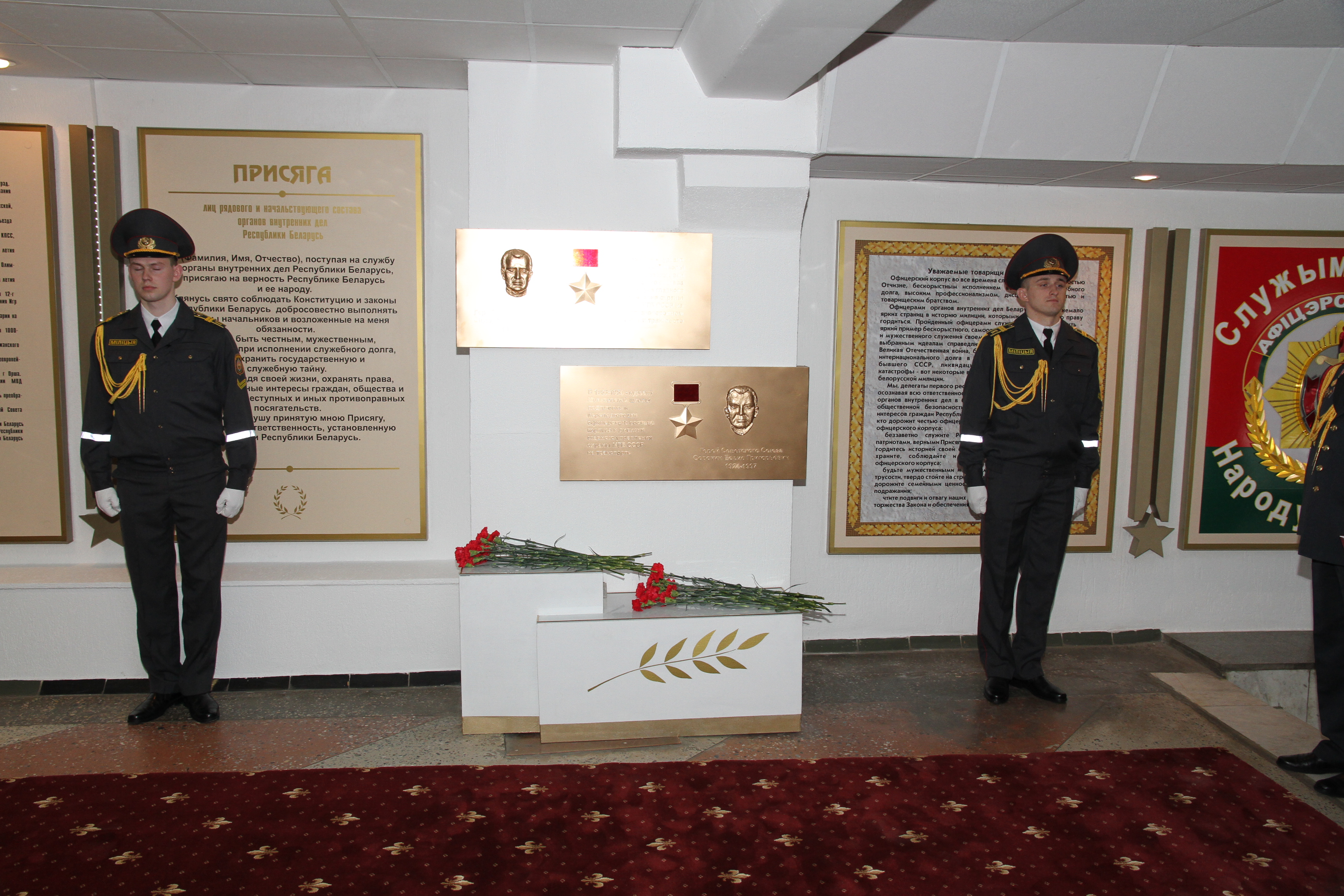
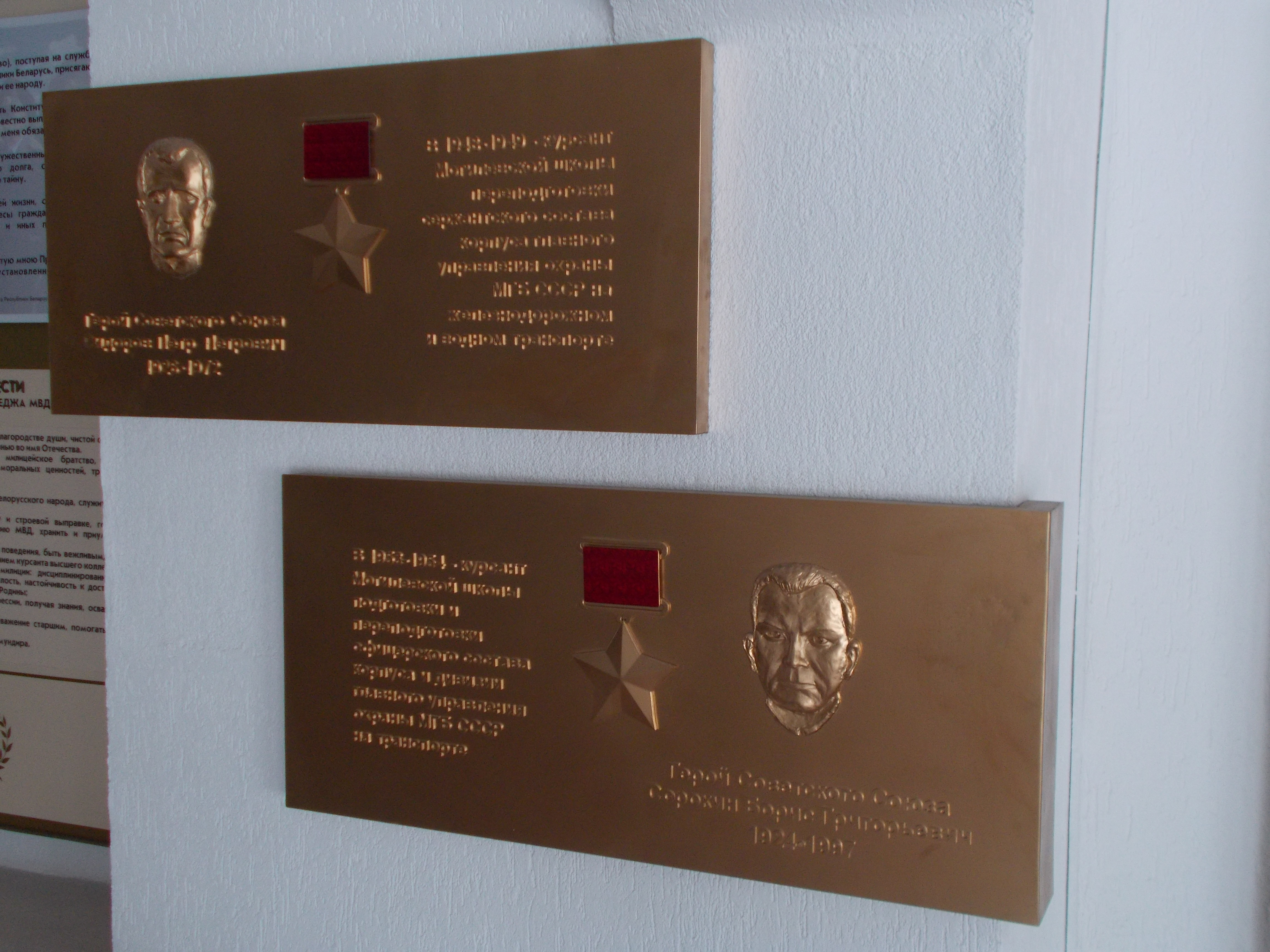
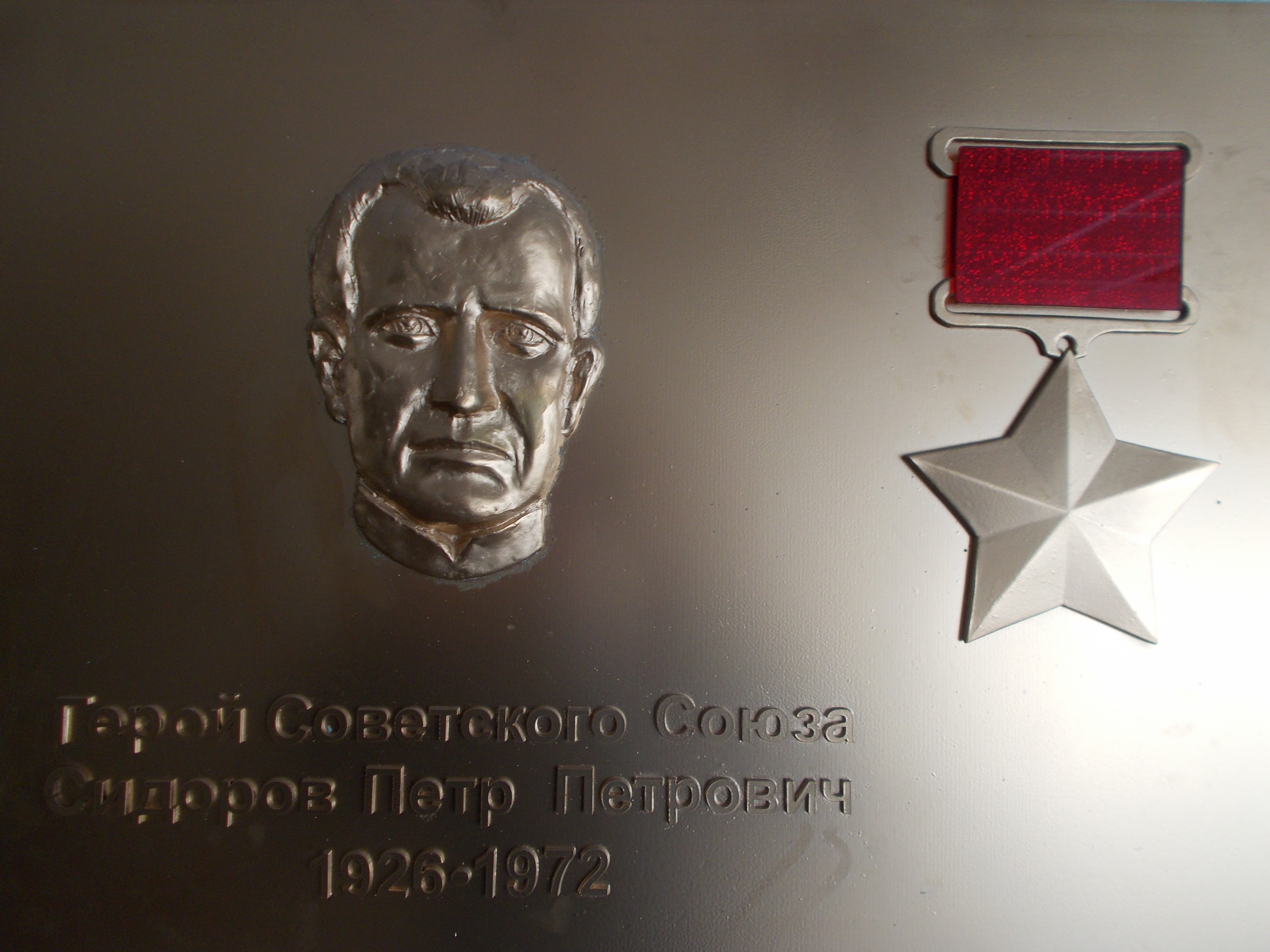
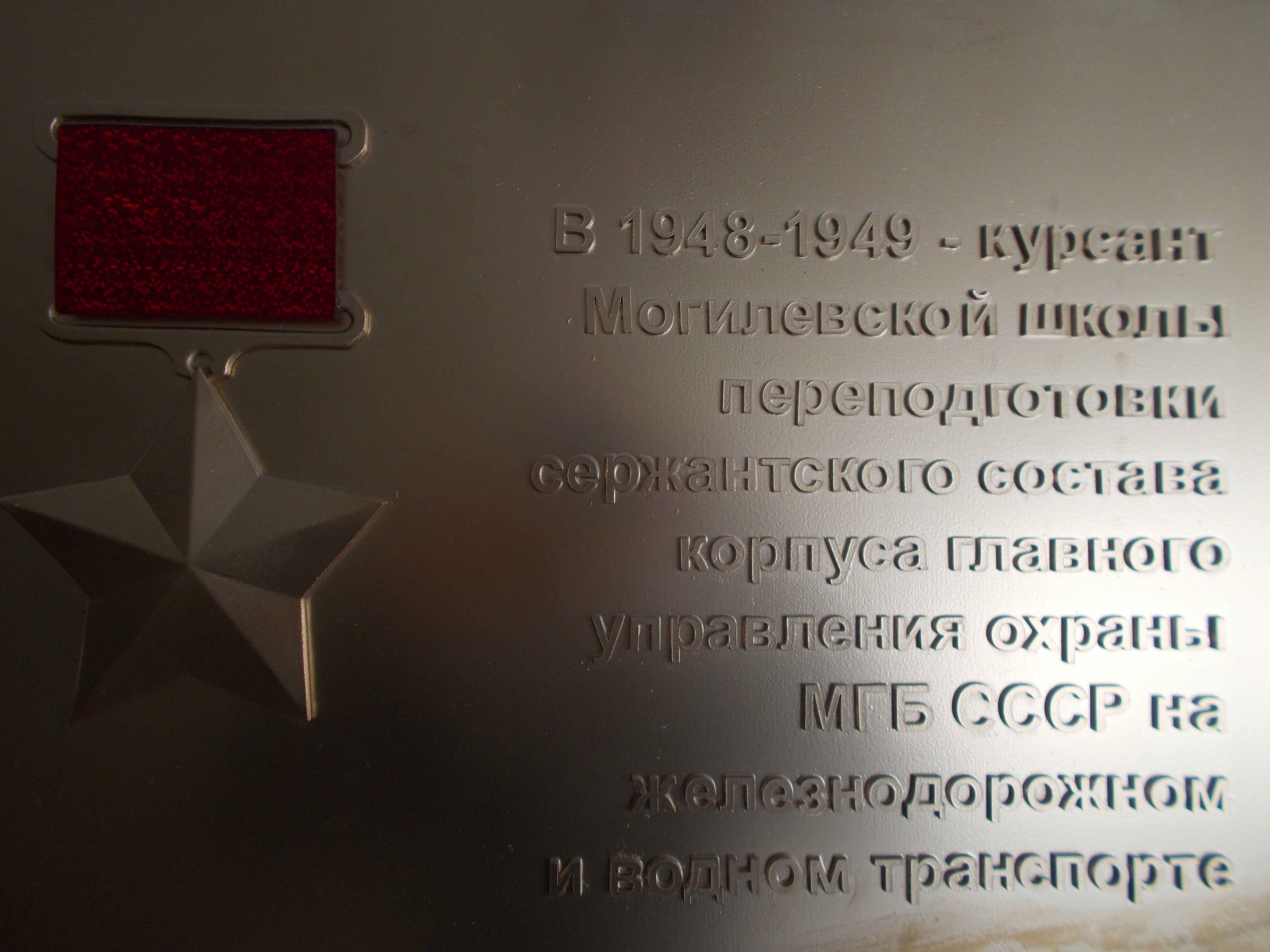